# 320065 Erbaghjolu
320065 Erbaghjolu è un asteroide della fascia principale. Scoperto nel 2007, presenta un'orbita caratterizzata da un semiasse maggiore pari a 3,0113047 au e da un'eccentricità di 0,0732067, inclinata di 10,06228° rispetto all'eclittica.